# Черрі (Іллінойс)
Черрі (англ. Cherry) — селище (англ. village) в США, в окрузі Бюро штату Іллінойс. Населення — 435 осіб (2020).

## Географія
Черрі розташоване за координатами 41°25′42″ пн. ш. 89°12′49″ зх. д. / 41.42833° пн. ш. 89.21361° зх. д. (41.428244, -89.213699).  За даними Бюро перепису населення США в 2010 році селище мало площу 1,38 км², уся площа — суходіл.

## Демографія
Згідно з переписом 2010 року, у селищі мешкали 482 особи в 204 домогосподарствах у складі 146 родин. Густота населення становила 350 осіб/км².  Було 219 помешкань (159/км²).
Расовий склад населення:
| - 97,7 % — білих - 0,2 % — корінних американців - 0,2 % — азіатів |

До двох чи більше рас належало 1,5 %. Частка іспаномовних становила 1,5 % від усіх жителів.
За віковим діапазоном населення розподілялося таким чином: 22,0 % — особи молодші 18 років, 60,4 % — особи у віці 18—64 років, 17,6 % — особи у віці 65 років та старші. Медіана віку мешканця становила 43,8 року. На 100 осіб жіночої статі у селищі припадало 101,7 чоловіків;  на 100 жінок у віці від 18 років та старших — 101,1 чоловіків також старших 18 років.
Середній дохід на одне домашнє господарство  становив 65 414 долари США (медіана — 52 206), а середній дохід на одну сім'ю — 74 325 доларів (медіана — 66 875). Медіана доходів становила 45 441 долар для чоловіків та 31 111 долар для жінок. За межею бідності перебувало 11,2 % осіб, у тому числі 27,5 % дітей у віці до 18 років та 4,1 % осіб у віці 65 років та старших.
Цивільне працевлаштоване населення становило 225 осіб. Основні галузі зайнятості: освіта, охорона здоров'я та соціальна допомога — 20,9 %, виробництво — 20,0 %, науковці, спеціалісти, менеджери — 13,8 %, оптова торгівля — 10,7 %.